# José Pio Machado
José Pio Machado (Fortaleza, 5 de maio de 1808 — 25 de maio de 1854) foi militar e político brasileiro.

## Biografia
Era filho primogênito do comendador José Antônio Machado e de Antônia Moreira Machado. Dentre seus nove irmãos, destacam-se o senador Antônio José Machado, João Antônio Machado e Luís Taumaturgo da Guerra Machado, combatente da Guerra da Tríplice Aliança.
Ainda criança, foi mandado para Lisboa a fim de fazer curso de belas artes e comércio, o qual concluiu em 1822. Foi vice-cônsul da Rússia, em Fortaleza (nomeado por exequatur de 26 de setembro de 1837); contratador da Construção da Alfândega da Prainha; vereador (como o mais votado, foi presidente interino da Câmara nos períodos de 29.07 a 20.08.1845: de 04.09.1833 a 07.01.1834; de 24.04 a 16.05.1834; e de 15.01.1846 a 07.01.1848); coronel comandante superior da Guarda Nacional de Fortaleza (de 03.11.1841 a 25.01.1844, nomeado por decreto imperial); tenente-coronel comandante do 1º Batalhão por Patente Imperial, de 19.08.1853; inspetor da Tesouraria provincial (por provisão de 27 de setembro de 1848); conselheiro da província (de 1833 a 1834); juiz de paz de Fortaleza (eleito a 10 de janeiro de 1843). Era, portanto, um dos grandes expoentes do Partido Conservador.
Faleceu repentinamente, aos 46 anos. Encontrava-se em casa quando se sentiu uma leve indisposição, para o que tomou laxativo de magnésia. Estava um dia úmido, com chuvas leves caindo esparsamente. Terminado o efeito do remédio, pelas onze horas do dia, deixou o cômodo em que se encontrava, dirigindo-se para a sala de estar e, quando se dispunha a escrever, sentado à secretária, tomba para um lado e cai morto. Os médicos atribuíram seu falecimento a uma apoplexia fulminante.
Embora possuidor de imensa fortuna, a família pouco logrou dessa vantagem, pois, após seu falecimento, veio-se a saber o quanto ele sacrificou o seu patrimônio em prol das necessidades alheias. De seu casamento com Maria Joaquina do Nascimento Machado (uma prima-irmã de Esmerino Gomes Parente), deixou onze filhos.